# Ильцен (район)
Ильцен (нем. Uelzen) — район в Германии. Центр района — город Ильцен. Район входит в землю Нижняя Саксония. Занимает площадь 1453,85 км². Население — 96 940 чел. Плотность населения — 66,7 человек/км².
Официальный код района — 03 3 60.
Район подразделяется на 29 общин.

## Города и общины
1. Биненбюттель (6 756)
2. Ильцен (35 111)

Управление Альтес-Амт-Эбсторф
1. Эбсторф (5 437)
2. Ханштедт (999)
3. Натендорф (847)
4. Швинау (766)
5. Вридель (2 563)

Управление Бефензен
1. Альтенмединген (1 573)
2. Бад-Бевензен (8 708)
3. Барум (843)
4. Эммендорф (755)
5. Химберген (1 814)
6. Йельмсторф (862)
7. Рёмштедт (868)
8. Весте (1 060)

Управление Бодентайх
1. Бад-Бодентайх (4 027)
2. Людер (1 359)
3. Зольтендик (1 034)

Управление Роше
1. Этцен (1 357)
2. Рецлинген (507)
3. Роше (2 128)
4. Штётце (681)
5. Зулендорф (2 659)

Управление Зудербург
1. Аймке (981)
2. Гердау (1 619)
3. Зудербург (4 676)

Управление Врештедт
1. Штадензен (1 373)
2. Вирен (2 609)
3. Врештедт (2 999)